# Eleccions legislatives islandeses de 1963
Les eleccions legislatives islandeses de 1963 es van dur a terme el 9 de juny d'aquest any per a escollir als membres de l'Alþingi. El més votat fou el Partit de la Independència, i Bjarni Benediktsson fou primer ministre d'Islàndia d'un govern de coalició entre el Partit de la Independència i el Partit Progressista.

## Resultats electorals
| Partits                 | Partits                        | Vots   | %     | Escons per cambra | Escons per cambra | Escons per cambra | Escons per cambra |
| Partits                 | Partits                        | Vots   | %     | Baixa             | +/−               | Alta              | +/−               |
| ----------------------- | ------------------------------ | ------ | ----- | ----------------- | ----------------- | ----------------- | ----------------- |
|                         | Partit de la Independència (D) | 37.021 | 41,43 | 16 / 40           | =                 | 8 / 20            | =                 |
|                         | Partit Progressista (B)        | 25.217 | 28,22 | 13 / 40           | 2                 | 6 / 20            | =                 |
|                         | Aliança Popular (G)            | 14.274 | 15,98 | 6 / 40            | 1                 | 3 / 20            | =                 |
|                         | Partit Socialdemòcrata (A)     | 12.697 | 14,21 | 5 / 40            | 1                 | 3 / 20            | =                 |
|                         | Independents                   | 143    | 0,16  | 0 / 40            | Nou               | 0 / 20            | Nou               |
|                         |                                |        |       |                   |                   |                   |                   |
| Vots vàlids             | Vots vàlids                    | 89.352 | 98,23 |                   |                   |                   |                   |
| Vots blancs i nuls      | Vots blancs i nuls             | 1.606  | 1,77  |                   |                   |                   |                   |
| Total                   | Total                          | 90.958 | 100   | 40                | =                 | 20                | =                 |
| Abstenció               | Abstenció                      | 8.840  | 8,86  |                   |                   |                   |                   |
| Inscrits / participació | Inscrits / participació        | 99.798 | 91,14 |                   |                   |                   |                   |